# Vikinger
 "Viking" omdirigeres hertil. For andre betydninger af Viking, se Viking (flertydig).
Vikinger (fra norrønt víkingar) var nordiske søfarere, der rejste, plyndrede og handlede i Nordeuropa. De kom primært fra Skandinavien og rejste over et stort område i Nord-, Central- og Østeuropa. Vikingetiden varede fra slutningen af 700-tallet til sent i 1000-tallet. Termen bruges på mange sprog om de indbyggerne i de samfund, som fandtes (og findes) i vikingernes hjemland.
Tiden med stor nordisk militær, merkantil og demografisk ekspansion er et vigtigt element i den tidlige middelalder i Skandinaviens historie samt i Estland, Storbritannien, Frankrig, Kijevriget og Sicilien.
Alt det blev muligt pga. udviklingen inden for søfart især langskibe. Vikingernes aktiviteter strakte sig helt til Middelhavet, Nordafrika, Mellemøsten og Centralasien. Efter en fase med opdagelse, udvikling og bosættelser, primært via vandvejen på have og floder, begyndte vikingerne at etablere samfund og politikker i forskellige områder i Nordvesteuropa, Rusland, nordatlantiske øer og sågar på Nordamerikas nordøstkyst. Den nordiske kultur blev på dette tidspunkt udbredt og spredt i de områder, hvor vikingerne kom frem, og samtidig tog de fremmede kulturer og skikke med tilbage til Skandinavien.
Den moderne opfattelser af vikingerne tegner et komplekse billede, sammenholdt af arkæologiske fund og historiske kilder. I 1700-tallet begyndte man at opfatte vikingerne som ædle vilde, og det blev styrket i 1800-tallets nye interesse for vikingerne – i kunsten kendt som oldnordisk stil (viking revival). En opfattelse af vikingerne som frygtløse eventyrere går igen i forskellige vikingemyter fra begyndelsen af 1900-tallet, og i det nye årtusind er mange populære repræsentationer af vikingerne, inklusive fantasy figurer, baseret på kulturelle klicheer og stereotyper, der bl.a. også profilerer den stærke vikingekriger. Den komplekse moderne forståelse af vikingerne og deres bedrifter står i kontrast til middelalderens syn på de søfarende pirater.

## Etymologi
Der er flere etymologiske teorier om oprindelsen af ordet "viking". I dansk ser ordet ud til at være indført af Peder Claussøn Friis og Holberg.
En teori går på, at víking stammer fra ordet vík, der betyder "vig", altså en lille, smal bugt. Der er blevet fremsat forskellige teorier om at ordet "viking" kan være afledt af området Viken i Norge (eller Víkin på oldnorsk) i betydningen "en person fra Viken", men folk fra Viken-området kaldes ikke "viking" i gamle norske manuskripter, men derimod víkverir på moderne norsk: "vikværinger". Derudover gælder denne forklaring kun for víkingr, der er hankøn, men ikke for hunkønsordet "víking". Der er kun få indikationer at termen har haft en negativ betydning før slutningen af vikingetiden, og først for alvor i middelalderen. Indtil da havde det haft et relativt neutral mening.
En anden teori, som bl.a. støttes af etymologen Anatoly Liberman går på, at "viking" er afledet af den samme rod som det norrøne ord vika, en "hav-mil", som oprindeligt var "afstanden mellem to hold roere", fra roden *weik eller *wîk, som er fra samme protogermanske verbum *wîkan, "at trække sig tilbage". Dette findes også i det protonordiske verbum *wikan, "at vende", som minder om det oldislandske víkja (ýkva, víkva) "at flytte, at vende", brugt i flere maritime sammenhænge. Lingvistisk er denne teori bedre underbygget, og termen stammer sandsynligvis fra før germanerne begyndte at bruge sejl, da den gammelfrisiske stavemåde viser, at ordet blev udtalt med et blødt k og derfor sandsynligvis eksisterede i de nordvestgermanniske områder, inden ændringen i udtale i 400-tallet eller før. Her er ideen tilsyneladende, at den trætte roer flytter sig til siden for at gøre plads til en udhvilet roer. Det norrøne hunkønsord víking (som i frasen fara í víking) kan oprindeligt have været en sørejse med skiftende roere, altså en lang rejse til havs, inden sejlet for alvor blev udviklet. Hankønsordet víkingr ville i så fald have været en af deltagere på disse lange rejser med de skiftende roere. Ordet "viking" har således ikke være forbundet specifikt med skandinaviske sømænd, men endte med at være synonymt med disse, da skandinaverne begyndte at dominere havene.
På oldengelsk optræder ordet wicing første gang i det angelsaksiske digt Widsith, der sandsynligvis stammer fra 800-tallet. På oldengelsk og i Adam af Bremens historie fra omkring år 1070, refererer ordet generelt til skandinaviske pirater eller røvere. Som på norrønt bliver det ikke brugt til en specifik befolkning eller kultur. Den islandske Örnolfur Kristjansson har foreslået, ordet kom af "wicinga cynn" i Widsith, som refererer til beboerne i Jórvík (York, i 800-tallet under nordboerne), Jór-Wicings. Ordet "viking" blev introduceret i moderne engelsk i 1700-tallet under viking revival, hvor det fik en romantiseret heroisk undertone af "barbarisk kriger" eller ædel røver. I 1900-tallet blev termen udvidet til ikke kun at betyde pirater fra Skandinavien, men også fra Island og Færøerne, og dvs. om ethvert medlem af den kultur, hvorfra røvere kom i perioden. Som adjektiv refererer ordet til ideer, fænomener eller genstande forbundet med disse mennesker og deres kultur, og det har affødt ord som "vikingetid, vikingekultur", "vikingekunst", "vikingereligion", "vikingeskib" osv.

### Andre navne
Vikingerne var kendt som ascomanni ("askemænd") af germanerne efter asketræet i deres skibe, lochlannach ("sø-person") af gallerne og dene af angelsakserne.
Slaverne, araberne og byzantinerne kaldte dem rus eller rhos, sandsynligvis afledt af forskellig brug af roþs-, "relateret til roning", eller afledt af området Roslagen i det østlige Sverige, der var hjemsted for de fleste af de vikinger, som besøgte de slaviske lande. Nogle arkæologer og historikere mener, at disse skandinaviske bosættelser i de slaviske lande spillede en betydelige rolle i dannelsen af Kijevriget, og at Rusland og Belarus (Hviderusland) er afledt af "rus-folket". Det moderne navn for Sverige i flere af nabolandene er muligvis afledt af roþs-, Ruotsi på finsk og Rootsi på estisk.
Slaver og folk fra det byzantinske rige kaldet dem "væringer" (russisk варяги, fra norrønt væringjar, der betyder "svorne mænd", fra vàr- "tillid, løfte", relateret til gammelengelsk wær "aftale, traktat, løfte" og gammelhøjtysk wara "trofasthed"). Skandinaviske soldater i de byzantinske kejseres livgarde blev kaldt Væringgarden.
Frankerne kaldte dem normalt for "nordboere" eller "daner", mens englænderne kaldte dem "daner" eller "hedninger", og irerne kaldte dem forskellige betegnelser for "hedning".
"Angelskandinavisk" er et akademisk term, der refererer til de folk, og de arkæologiske og historiske perioder fra 700- til 1200-tallet, hvor der var migration til og kolonisering af De Britiske Øer af skandinaver, som generelt kendes af englænderne som vikinger. Det bruges til at skelne mellem disse og angelsaksere. Der eksisterer lignende termer for andre områder som "norrøn-gælere" for Irland og Skotland.

## Historie

### Vikingetiden
Perioden fra de tidligst kendte vikingetogter i 790'erne til den normanniske erobring af England i 1066 bliver normalt betegnet som vikingetiden i Skandinaviens historie. Vikingerne brugte Norskehavet og Østersøen til at finde ruter mod syd. Normannerne afstammer fra vikinger, som havde bosat sig i området, og havde modtaget overherredømmet of Hertugdømmet Normandiet i 900-tallet. Ud fra dette synspunkt kan man sige, at vikingerne fortsatte med at have indflydelse i Nordeuropa i flere hundrede år. Ligeledes havde kong Harold Godwinson, der var den sidste angelsaksiske konge i England, også danske forfædre. To vikinger satte sig endda på tronen i England med Svend Tveskæg, der sad i 1013-1014 og hans søn Knud den Store, der var konge af England fra 1016-1035.
Geografisk kan vikingetidens tilskrives ikke bare de skandinaviske lande Danmark, Norge og Sverige, men også områder under nordgermanisk kontrol, hovedsageligt Danelagen med skandinavisk York, det administrative centrum for resterne af Kongeriget Northumbria, dele af Mercia og East Anglia. Opdagelsesrejsende vikinger åbnede vejene til nye lande mod nord, vest og øst. Det resulterede i selvstændige bosættelser på Shetlandsøerne, Orkneyøerne, Færøerne, Island, Grønland; og L'Anse aux Meadows, der var en kortlivet bosættelse på Newfoundland, omkring år 1000. De har muligvis søgt ud med vilje, på baggrund af beretninger fra sømænd, der har set land i horisonten. Bosættelsen på Grønland uddøde sidenhen som følge af klimaændringer. Rurikslægten, der var vikinger, tog kontrol over slaviske og finsk-ugriske områder i Østeuropa. De annekterede Kiev i 882, så byen kunne fungere som hovedstad for Kijevriget.
Allerede i 839, da svenske udsendinge første gang besøgte Byzans, tjente skandinaver som lejesoldater i det Det Byzantinske Rige. I slutningen fa 900-tallet blev der dannet en ny enhed af kejserens livvagt. Traditionelt havde den haft et stort antal skandinaver tilknyttet, og den havde været kendt som væringergarden. Ordet væringer stammer muligvis fra norrønt, men på slavisk og græsk kan det enten referere til skandinaver eller frankere. Den mest kendte skandinaver, der har tjent i væringergarden, var Harald Hårderåde, som blev konge af Norge fra 1047 til 1066.
Der er arkæologiske fund, der viser, at vikingerne nåede helt til Bagdad, som var hovedsæde for det islamiske imperium. Nordboerne sejlede ofte på Volga med deres varer: skind, hvalrostænder, sælfedt til at tætne både med, samt slaver. Vigtige handelshavne er Birka, Hedeby, Skiringsal-Kaupang, Jorvik, Staraja Ladoga, Novgorod og Kiev.
Generelt ekspanderede normændene mod nord og vest til Irland, Skotland, Island og Grønland. Danerne tog til England og Frankrig, og etablerede Danelagen (i Nord- og Østengland) og Normandiet, og svenskerne tog mod øst, hvor de grundlagde Kijevriget. En stor del af de svenske runestene, der nævner rejser til fremmede lande, fortæller om togter og rejser til Østeuropa, heriblandt en gruppe kaldet væringerrunestenene. Ifølge de islandske sagaer tog mange norske vikinger også til Østeuropa.[kilde mangler] I vikingetiden eksisterede Danmark, Norge og Sverige, men områderne var meget homogene med nært beslægtede kulturer og sprog,[kilde mangler] selv om de havde deres regionale særpræg. Navnene på de skandinaviske konger kendes først fra troværdige kilder fra sidste del af vikingetiden. Efter vikingetiden opbyggede de tre kongeriger gradvist deres særegne nation, der gik hånd i hånd med kristendommens indførelse i Norden. Det markerer afslutningen på vikingetiden i Skandinavien og begyndelsen på middelalderen.

### Vikingernes ekspansion
Vikingerne drog på opdagelse over Nordatlanten primært med fokus på bosættelser, hvilket skete med Island som den vigtigste koloni. Det antages, at Island blev koloniseret mellem 870-930, men de første bosættere i Landnamark er ikke nedskrevet før 1100. Vikingerne udforskerede de nordlige øer og kyster i Nordatlanten, og mod syd til Nordafrika og øst til Rusland, Konstantinopel og Mellemøsten. De plyndrede, men var også handelsmænd og bosættere med vidstrakte kolonier, og de fungerede som lejesoldater. Oprindeligt har de tidlige vikinger vendt tilbage til deres hjemstavn efter deres plyndringstogter, og det var ikke før længere op i vikingetiden, at de begyndte at bosætte sig. Vikinger under Leif den Lykkelige, der var Erik den Rødes søn, nåede til Nordamerika, hvor de etablerede kortlivede bosættelser i det nuværende L'Anse aux Meadows på Newfoundland og Labrador i Canada. Denne ekspansion skete under den middelalderlige varmeperiode.
Vikingerne ekspansion ind i det kontinentale Europa var begrænset. Deres rige delte grænser med magtfulde kulturer mod syd. I begyndelsen var det saksere, der herskede over sachsen, i det der nu er Nordtyskland. Sakserne var voldsomme og magtfulde, og de lå ofte i konflikt med vikingerne. For at imødegå saksernes aggression og konsolidere deres tilstedeværelse konstruerede danerne det store forsvarsværk Dannevirke i og omkring Hedeby.
Vikingerne oplevede snart efter Karl den Store, der underlagde sig sakserne i den saksiske krig fra 772 til 804. Saksernes nederlag resulterede i, at de blev tvangskristnet, og Sachsen blev en del af Frankerriget. Af frygt for frankerne udvidede vikingerne Dannevirke yderligere, og forsvarsværket blev brugt igennem hele vikingetiden. Sydkysten af Østersøen blev styret af obotritter, der var en slavisk stamme, som var loyale overfor Karl den Store, hans rige og det senere Frankerrige. Vikinger, der blev ledet af kong Godfred, ødelagde obotritterbyen Reric på Østersøens sydkyst i 808, og flyttede herefter købmænd og handlende herfra til Hedeby. Dette sikrede deres overherredømme over Østersøen igennem hele vikingetiden.

#### Motiver
De motiver, der drev vikingerne ud, er genstand for debat i nordisk historie. En udbredt teori er, at Karl den Store "brugte magt og terror til at kristne alle hedninge", hvilket betød dåb, omvendelse eller henrettelse, og derfor ønskede vikingerne og andre hedninge hævn. Professor Rudolf Simek skriver, at "det ikke er et tilfælde, at den tidligste vikingeaktivitet skete under Karl den Store regeringstid". Kristendommens udbredelse i Skandinavien ledte til stor konflikt i Norge, som delte kongeriget i næsten 100 år.
En anden forklaring er, at vikingerne udnyttede de omkringliggende områders svaghed. England led under store interne konflikter, og var et relativt nemt bytte, da mange byer lå tæt på havet eller store floder, som vikingerne kunne sejle på. Manglen på en organiseret flåde, der kunne yde modstand, gjorde også, at vikingerne kunne rejse frit omkring og plyndre eller handler alt efter hvad de ønskede. Nedgange i de gamle profitable handelsruter kan også have spillet en rolle. handel mellem Vesteuropa og resten af Eurasien led et stort slag da Romerriget faldt i 500-tallet. Udbredelsen af islam i 600-tallet havde også påvirket handelsruterne med Vesteuropa.
Plyndringer i Europa fandtes, før vikingerne kom. Jyderne havde invaderet De Britiske Øer tre århundreder tidligere, hvor de kom fra Jylland under folkevandringstiden, inden danerne bosatte sig her. Sakserne og anglerne gjorde det samme og tog afsted fra det kontinentale Europa. vikingetogterne var dog de første, der blev dokumenteret af øjenvidner, og de var i langt større skala og højere frekvens end tidligere.

### Enden på vikingetiden
Under vikingetiden rejste mænd og kvinder fra Skandinavien til mange steder i Europa og længere væk. Det har givet kulturelle spor fra Newfoundland til Byzans. Denne periode med aktivitet havde også en stor effekt på de skandinaviske lande, der var under indflydelse fra mange kulturer. I de 300 år fra slutningen af 700-tallet, hvor kronikører nedskrev de første beretninger om vikingerne, til slutningen af 1000-tallet, undergik Skandinavisk en stor kulturel forandring.
Mod slutningen af 1000-tallet var de kongelige dynastier blevet legitimeret af den katolske kirke, der 300 år forinden ikke havde haft meget indflydelse i Skandinavien, og de begyndte at udøve deres magt med større autoritet og ambition, og Danmark, Norge og Sverige var blevet dannet. Byer var opstået og fungerede som sekulære og eklastiske centre og mønt-økonomier begyndte at blive dannet baseret på engelske og tyske forbilleder. På dette tidspunkt havde tilstrømningen af islamisk sølv fra øst været fraværende i mere end et århundrede, og mængden af engelsk sølv var også faldet drastisk i midten af 1000-tallet. Kristendommen havde slået an i både Danmark og Norge, hvor der var etableret bispesæder i 1000-tallet, heriblandt Roskilde i 1020, Viborg i 1065 og Nidaros bispedømme (Trondheim) kom til i 1068, og den nye religion var begyndt at blive organiseret og udøvet mere effektivt i Sverige. Fremmede folk fra kirken og indfødte fra eliten havde stor interesse i kristendommen, som ikke længere blot fungerede på missionær-basis. De gamle ideologier og livsstile ændrede sig. I 1103 blev det første skandinaviske ærkebispedømme etableret i byen Lund, der på dette tidspunkt var en del af Danmark.
Assimileringen af de spirende skandinaviske kongeriger ind i den brede kultur i den europæiske kristendom ændrede de skandinaviske herskere og skandinaverne blev i stand til at rejse ud i verden, hvilket ændrede deres relationerne til nabolandene. En stor indtægtskilde for vikingerne var slavehandel. Middelalderens kirke bestemte, at kristne måtte eje andre kristne som slaver, så brugen af trælle i Nordeuropa ophørte efterhånden. Dette fjernede meget af incitamentet for vikingernes plyndringstogter, selvom sporadisk handel med slaver stadig foregik ind i 1000-tallet. Den skandinaviske tilstedeværelse i de kristne lande omkring Det Irske Hav forsvandt stort set også.
Kongerne over Norge fortsatte med at udøve deres magt i det nordlige Storbritannien og Irland, og der var plyndringstogter ind i 1100-tallet, men den militære ambition fra de skandinaviske herskere var nu en anden. I 1107 sejlede den norske Sigurd Jorsalfar til det østlige Middelhav med norske korsfarere for at kæmpe for det nyetablerede kongerige i Jerusalem. Både daner og svenskere deltog i de baltiske korstog i 1100- og 1200-tallet.

## Kultur
Forskelligt kildemateriale giver et billede af vikingernes kultur, tro og aktiviteter. Selvom de generelt ikke var en litterær kultur, der selv producerede nogen nedskreven arv, så havde de alligevel et alfabet, runealfabetet, og de beskrev dem selv og deres verden på runesten. De fleste samtidige litterære og nedskrevne kilder om vikingerne kommer fra andre kulturer, som har været i kontakt med dem, hvoraf mange var kristne, som havde et negativt syn på de hedenske vikinger. Siden midten af 1900-tallet har arkæologiske fund givet et større og mere afbalanceret og nuanceret billede af vikingernes liv. Det arkæologiske materiale er rigt og varieret, og det giver viden om både deres bosættelser på landet og i byerne, om deres håndværk, produktion, deres skibe og militærudstyr, handelsnetværk og deres tro og religion.